# François Besand (sculpteur)
François Ignace Besand est un sculpteur-ornemaniste français du XIXe siècle né à Montbenoît  (Doubs) le 2 février 1767 et mort à Dole (Jura) (Jura) le 8 novembre 1845.

## Biographie
Fils d’Étienne Besand, serrurier à l’abbaye de Montbenoît, dans le Haut-Doubs, puis au couvent de Levier (Doubs), François Ignace rejoint son oncle Claude-François Besand, installé à Salins, dans le Jura, comme sculpteur-ornemaniste. Après s'être formé auprès de lui, il lui succède à sa mort en 1798. 
Face aux importants travaux de restauration et d’ameublement des églises à la suite des destructions de la Révolution, François Ignace agrandit son atelier et forme des apprentis dont son fils Claude François et le sculpteur Victor Huguenin, et intervient sur plusieurs édifices du Jura : église des Cordeliers à Lons-le-Saunier, de Champagney…, du Doubs : Levier, Besançon… et de Haute-Saône : Arc-lès-Gray, Bard-lès Pesmes, Breurey-lès-Faverney, Champvans, Roche-et-Raucourt… Il transfère son activité à Dole vers 1820 et intervient désormais souvent en binôme avec son fils Claude-François sur l'ameublement des nouvelles églises de Morez, Morbier, Saint-Aubin…
François Ignace décède à Dole en 1845. Sa réputation d’artiste lui avait valu de faire partie avec les deux frères Pierre Charles et François Marie Répécaud du groupe des cinq personnalités salinoises pressenties et élues comme membres lors de la fondation de la Société d’émulation du Jura en 1818.

## Descendance
Son fils Claude François (1795-1877) est un architecte reconnu, ayant construit entre 1830 et 1842 autour de Dole, plusieurs églises de style néoclassique à Châtenois, Saint-Aubin, Mont-sous-Vaudrey, Villers-Robert, Le Deschaux… ainsi que des édifices civils comme la mairie-école-halle et gendarmerie de Mont-sous-Vaudrey, la fontaine et mairie-école de Thervay…
Il est à l'origine des plans de la nouvelle église Saint Jean-Baptiste de Perrigny.
Après une reconversion comme propriétaire-exploitant et un mandat de maire à Foucherans (1843-1850), il fonde à Paris en 1855, dans le quartier de Saint-Germain-des Prés, un commerce de fabrication et vente de statues religieuses et objets de culte à l’origine de l’une des plus grosses affaires internationales de ce type.